# Dorothy Crowell
Dorothy Crowell (nacida como Dorothy Trapp, 24 de mayo de 1962) es una jinete estadounidense que compitió en la modalidad de concurso completo. Ganó una medalla de plata en el Campeonato Mundial de Concurso Completo de 1994, en la prueba individual.

## Palmarés internacional
| Campeonato Mundial | Campeonato Mundial     | Campeonato Mundial | Campeonato Mundial |
| Año                | Lugar                  | Medalla            | Categoría          |
| ------------------ | ---------------------- | ------------------ | ------------------ |
| 1994               | La Haya (Países Bajos) | Medalla de plata   | Individual         |